# John Q. A. Brackett
John Quincy Adams Brackett (8 de Junho de 1842 – 6 de Abril de 1918) foi um advogado e político americano de Massachusetts. Filiado ao Partido Republicano e defensor da temperança, exerceu um mandato como o 36º Governador de Massachusetts, de 1890 até 1891. Nascido em New Hampshire e formado na Harvard College, exerceu advocacia em Boston antes de entrar na política.
Na Câmara dos Representantes de Massachusetts, Brackett tornou-se Presidente da mesma em 1885 e foi eleito Vice-Governador de Massachusetts sob a Governança de Oliver Ames. Sucedeu Ames, mas sua tentativa de reeleição em 1891 foi encerrada pela aplicação estrita de leis restritivas de bebidas alcoólicas e pelos efeitos econômicos negativos no estado pelo Contingentamento de McKinley. Foi um delegado da Convenção Constitucional de Massachusetts de 1917–1918, mas morreu antes de terminar.

## Primeiros anos
John Quincy Adams Brackett nasceu no dia 8 de Junho de 1842, em Bradford, New Hampshire, filho de Ambrose S. Brackett, sapateiro e agricultor, e Nancy (Brown) Brackett. Frequentou a Colby Academy, na cidade vizinha de New London, antes de entrar na Harvard College. Recebeu um diploma de bacharel em Harvard em 1865, onde era orador da classe e formou-se na Harvard Law School em 1868. Em seguida, abriu uma advocacia em Boston, primeiro como profissional único, e depois em parceria com Levi C. Wade. Ocupou o cargo de Auditor da Primeira Brigada da Milícia de Massachusetts de 1874 até 1876. Casou-se com Angie Moore Peck de Arlington, Massachusetts, no dia 20 de Junho de 1878; tiveram quatro filhos.

## Início da carreira política
Brackett foi um dos vários Republicanos jovens progressistas que deram vida nova ao partido na década de 1880, às vezes enfrentando e derrotando membros mais velhos do partido. Sua entrada na política começou no Conselho da Cidade de Boston, na qual exerceu de 1873 até 1877. Em seguida, serviu na Câmara dos Representantes de Massachusetts de 1877 até 1882, representando Boston no 17º Distrito de Suffolk e novamente de 1884 até 1887. Exerceu em vários comitês, inclusive como presidente do comitê judiciário e de regras. De 1885 até 1887, Brackett foi Presidente da Câmara. Uma de suas principais realizações como legislador foi a criação de bancos cooperativos, criados para incentivar a economia entre a classe trabalhadora. Como Presidente, teve que administrar um debate altamente contencioso, incluindo uma tentativa de obstrução de um projeto de lei criando uma força policial metropolitana de Boston.

## Vice-Governador e Governador
De 1887 até 1890, exerceu como o 34º Vice-Governador de Massachusetts sob a Governança de Oliver Ames. Por trechos significativos de 1888 e 1889, Brackett exerceu como governador interino devido à doença de Ames, representando o estado nesse cargo principalmente na celebração do centenário da criação de Ohio e na inauguração do Monumento aos Peregrinos em Plymouth. Em 1889, quando Ames aposentou-se, Brackett concorreu para sucedê-lo. Foi apoiado dentro do partido por uma coalizão de apoiadores de Blaine (contrariados pelos Mugwumps) e pelo grupo de pressão das bebidas. Ganhou a indicação do partido ignorando seus principais líderes políticos, os Senadores Ebenezer Rockwood Hoar e Henry L. Dawes, participando de grupo de politicagem localmente. Sua vitória nas eleições gerais, com apenas 48% dos votos populares, foi uma das piores projeções de qualquer governador Republicano no estado até o momento.
Durante seu ano no cargo, Brackett continuou sua defesa de bancos cooperativos, garantindo legislação que isentava suas ações dos impostos estaduais. Também promoveu efetivamente um programa de reforma tributária e defendeu melhorias nas prisões de Massachusetts.
Em uma ação que mais tarde revelou-se controversa, Brackett assinou uma legislação concedendo uma licença exclusiva para uma ferrovia elevada para a West End Street Railway, uma antecessora do atual MBTA, o sistema de transporte público de Boston. Henry Whitney, presidente da West End, foi criticado pelas táticas que usou para obter a aprovação legislativa da licença, que incluía suborno de legisladores, retenção de um grande número de lobistas pagos (incluindo o ex-Governador William Gaston) e pagamento por imprensa favorável nos jornais locais. A West End também não começou imediatamente a usar ativamente a licença, em parte devido a questões de alta responsabilidade no movimentado distrito comercial da cidade e à adequação da tecnologia ferroviária elevada existente na geografia de Boston. Essa falta de ação trouxe acusações adicionais de que a licença havia sido adquirida para esmagar a concorrência.
O mandato de Brackett marcou um ponto fraco no partido Republicano do estado, e foi descrito pelo historiador Richard Harmond como "influenciável e medíocre". O partido ficou divergido internamente entre os apoiadores Mugwumps e de Blaine, assim como entre seus líderes mais jovens e mais velhos. As leis de controle de bebidas do estado foram um assunto importante que também causou alguma dificuldade ao partido. Grande parte da liderança do partido era geralmente a favor dessas leis, mas eram contra à proibição total. Para fins políticos, em 1886, o partido declarou formalmente apoio a uma emenda constitucional estadual proibindo o álcool, mas isso não conseguiu atrair apoio significativo da comunidade da temperança. Um referendo popular para a consagração da lei seca na Constituição do Estado de Massachusetts fracassou em 1889, irritando os defensores da lei seca, e Brackett retomou sua causa de uma maneira diferente. Embora tenha sido contra à emenda, ordenou a aplicação reforçada das leis existentes, que fecharam bares que não serviam comida. Houve uma reação popular, e os apelos Republicanos ao sentimento nativista anticatólico também levaram muitos partidários católicos franco-canadenses ao partido Democrata. Com tudo isso e com os efeitos negativos do Contingentamento de McKinley na economia de Massachusetts, custou a reeleição de Brackett. Foi derrotado na eleição de 1890 pelo Democrata William E. Russell em uma das eleições de maior sucesso para os Democratas no estado desde a Guerra Civil Americana.

## Últimos anos
Brackett voltou à sua advocacia em Boston, mas permaneceu ativo em seu partido. Recusou-se a concorrer a governador em 1891 contra o popular Russell, em 1892 foi um delegado da Convenção Nacional Republicana e exerceu como eleitor presidencial em 1896 e 1900. Em 1917, participou ativamente da Convenção Constitucional de Massachusetts, de 1917 até 1918.
Em 1887, Brackett construiu uma casa no estilo Queen Anne na 87 Pleasant Street, em Arlington, Massachusetts, onde viveu até sua morte em 1918. Está listada no Registro Nacional de Lugares Históricos como parte do Distrito Histórico do Centro de Arlington e também faz parte do Distrito Histórico da Pleasant Street. A Brackett School, na 66 Eastern Avenue, em Arlington, construída em 1931, foi em homenagem a ele.